# Comando Hernán Trizano
El Comando Hernán Trizano (CHT) es un grupo paramilitar conformado por agricultores terratenientes de la región de la Araucanía de Chile. Tendría su origen en espacios de supuesta autodefensa rural frente a las acciones de tomas de tierras organizadas por grupos insurgentes mapuches como la Coordinadora Arauco-Malleco (CAM) y sus Órganos de Resistencia Territorial (ORT).

## Nombre
Su nombre es en honor al capitán Pedro Hernán Trizano Avezzana, organizador del Cuerpo de Gendarmes de Chile de las Colonias, cuya misión era vigilar la seguridad en provincias del sur de Chile, en especial asociado a los delitos de bandidaje, vagabundaje y cuatrerismo. A partir de su nombre, estas policías rurales pasaron a ser llamadas popularmente como "Los Trizanos".

## Origen
A finales de la década de 1990 comienza la conformación de organizaciones mapuches que reivindican la resistencia armada de su territorio, destacando la Coordinadora Arauco-Malleco, en respuesta al incumplimiento de los acuerdos políticos de la transición entre los gobiernos de la Concertación y los pueblos originarios. Esto da origen a una escalada de acciones de toma de terrenos en manos de empresas privadas y grandes propietarios.  En este marco, el año 2002 el entonces diputado del Partido Socialista Alejandro Navarro solicitó a la Fiscalía de la IX Región que investigara la presunta organización de grupos paramilitares que se estarían organizando en respuesta a estas acciones.
El año 2009 se publicó una carta a través del diario El Austral de Temuco, donde un presunto vocero de la organización anunció que el comando Hernán Trizano habría llamado a sus militantes para reorganizarse y desarmar el proceso de recuperación de tierras iniciado por las comunidades mapuches de Ercilla, Temucuicui y sus alrededores.
Luego de esta aparición, en julio de 2009 la Fiscalía Militar de Angol inició una pesquisa a cargo del capitán Rodrigo Vera Lama, por el delito del artículo 8.º de la Ley sobre Control de Armas, esto es, formación de milicias privadas, grupos de combate o partidas militarmente organizadas, sin que se haya podido determinar la existencia de este supuesto grupo, a pesar de las diversas indagaciones realizadas. Con la entrada en vigencia de la Ley N.º 20.477 a fines de 2010, el caso fue derivado a la justicia civil.
Al año 2015 la Dirección de Inteligencia de Carabineros de Chile realizó un informe sobre los grupos de autodefensa de agricultores de la Araucanía, donde se identifica la articulación de 35 personas en zonas de conflicto con comunidades mapuche. En este reporte se señala que esta organización podría “evolucionar hacia un grupo de naturaleza paramilitar” a futuro.

## Actividades
El grupo ha sido señalado por algunos grupo mapuches locales de ser financiado por empresarios y políticos locales. Inclusive algunos grupos mapuches y antiautoritarios acusan al Comando Hernan Trizano sería financiado por el gobierno chileno.
Posiblemente el miembro más conocido del grupo sea Jorge Temer San Martín,[cita requerida] que después de una riña donde agredió y amenazó de muerte a René Urban (ambos conocidos agricultores anti-Mapuche), y después de una operación policial en septiembre de 2012, las autoridades encontraron un arsenal con armas como un fusil de asalto AR-15 con una mira telescópica, rifles de cacería, dos escopetas, pistolas semiautomáticas, revolveres además de municiones de distintos calibres, bombas lacrimógenas, y un lanzacohetes Low. Después de confiscarle las armas fue formalizado por amenazas de muerte (a Urban) y por el delito de porte ilegal de arma de fuego pero quedó en libertad y sólo con firma mensual. Después del descubrimiento del arsenal, Temer San Martín, exintegrante del Frente Nacionalista Patria y Libertad, fue llevado a un juicio junto con otros 15 militares por su participación en tortura y desaparición de personas en la década de los 70´s, luego fue dejado en libertad por falta de pruebas, pero los militares fueron encarcelados.
Él junto con otros latifundistas de la zona, se encuentran vinculados a la Asociación Para la Paz y la Reconciliación en La Araucanía (APRA) y al autodenominado Movimiento Antimarxista Húsar. En marzo del 2013 9 bomberos confesaron su participación en una serie de ataques incendiarios en los terrenos de René Urban, agricultor de Ercilla vinculado al Comando. Los ataques habrían tenido lugaren enero y febrero de 2013. El 11 de diciembre del 2014 es atacada una casa patronal en el sector de Tres Puentes en la comuna de Temucuicui, quedando en pérdida total. Antes del ataque varios testigos afirmaron haber recibido amenazas de muerte y de que se atacaría uno de sus propiedades.

### Presuntos homicidios
El 20 de diciembre de 2012, desconocidos asesinan a tiros al campesino Osvaldo Aliro Zapata Gutiérrez, así como el incendian el lugar donde trabajaba, esto en la municipalidad de Cañete, Región del Biobío. Horas después las O.R.T negaron ser los autores del atentado diciendo "Que el campesinado chilenos no es ni será un objetivo para las ORT-CAM, es más, los consideramos un sector también oprimido por el sistema político económico imperante, por tanto tenemos un enemigo en común", deslindándose de los ataques ocurridos en la zona, llegando a culpar a "grupos paramilitares locales" como el Comando Trizano. Antes de este homicidio varios grupos mapuches acusan al Comando Trizano de realizar varios atentados de bandera falsa haciéndose pasar por ellos.
El 8 de septiembre del 2020 un grupo de hombres que se autodenominaban "presos políticos mapuches", incendiaron tres cabañas, sacando a los ocupantes con violencia mientras las cabañas eran incendiadas, esto en la comuna de Cañete. Antes de huir del lugar con los vehículos de los jóvenes afectados, disparando a corta distancia a Moisés Orellana de 21 años, muriendo en el lugar del ataque. Medios y periodistas mencionaron que el ataque está muy alejado del modus operandi usado por grupos como Coordinadora Arauco-Malleco o la Weichán Auka Mapu, acusando así al Comando Trizanos por los hechos. Este caso no solo ha sido polémico por la falta de adjudicación de algún grupo mapuche y por la grave alteración de la escena del crimen, esta última negada por los mismos Carabineros, que aseguran que el área fue debidamente asegurada.